# Faouzi El Khamali
Faouzi El Khamali (ur. 1 stycznia 1986) – marokański piłkarz, grający jako pomocnik w nieznanym zespole.

## Klub

### CODM Meknès
Zaczynał karierę w CODM Meknès.
W sezonie 2011/2012 zagrał 9 meczów.
W sezonie 2012/2013 rozegrał w GNF 1 27 spotkań.

### Dalsza kariera
14 lipca 2015 roku dołączył do Wydad Fez,